# ТГП50
Тепловоз ТГП50 — опытный пассажирский тепловоз с гидропередачей, производившийся в СССР на Коломенском тепловозостроительном заводе в 1962 и 1963 годах. Всего было построено 2 тепловоза этой модели.

## История
В 1961 году Коломенский тепловозостроительный завод им. В. В. Куйбышева спроектировал шестиосный пассажирский тепловоз с гидравлической передачей, а в конце 1962 г. построил опытный образец этого локомотива, получившего обозначение ТГП50. В период январь — март 1963 г. тепловоз проходил заводские наладочные испытания, затем совершал поездки с составами весом 1500 и 3000 т на участке Ряжск — Рыбное Московской дороги. В 1963 году Коломенский тепловозостроительный завод выпустил второй тепловоз ТГП50-0002.
Оба тепловоза ТГП50 в 1964—1965 гг. для накопления эксплуатационного опыта работали с пассажирскими поездами на участке Волховстрой — Чудово Октябрьской дороги.
Тепловозы работали в депо Волховстрой до начала 70-х годов, после чего были списаны. Тепловозы продолжали стоять в депо достаточно продолжительное время. На данный момент их судьба неизвестна. Судя по всему, они были разрезаны и сданы на металлолом.

## Конструкция
Тепловоз имеет несущий кузов, спроектированный на базе тепловоза ТЭП60, однако имеет некоторые отличия — в частности, кузов ТГП50 на 2 метра длиннее кузова ТЭП60. Кузов опирается на две трёхосные тележки через боковые опоры и листовые рессоры. Концы этих рессор подвешены к раме тележки. Последняя через систему цилиндрических пружин, продольных балансиров и подбуксовых балансиров подвешена к буксам. Часть веса кузова на рамы тележек передается через цилиндрические боковые пружины, создающие силы трения при перемещении тележки относительно кузова. Горизонтальные усилия от кузова к тележкам передаются через тяги, шарнирно соединенные с рамами кузова и тележки. Колёсные пары тепловоза имеют диаметр 1050 мм. Буксы с цилиндрическими роликовыми подшипниками.
На тепловозе установлены два дизеля типа 1Д40 мощностью по 2000 л. с., то есть такие же, как на тепловозах ТГ106. Запуск дизелей осуществляется сжатым воздухом.
Вал каждого дизеля через муфту и повышающий редуктор с передаточным числом 90:30=3 соединен с гидропередачей типа К32Р. Эта передача состоит из трех гидротрансформаторов (двух ГП1 и одного ГП3) с двумя редукторами (на 1-й скорости передаточное отношение равно 46:68=1:1,48; на 2-й скорости — 63:52=1,211) и реверсивного устройства. От гидропередачи через карданный вал вращающий момент передается на раздаточные редукторы, установленные на раме тележки, а от них короткими карданными валами к осевым редукторам с коническими шестернями, имеющими передаточное отношение 1:2,61. Зубчатые цилиндрические колеса повышающего редуктора и гидропередачи выполнены шевровыми.
На тепловозе установлен генератор постоянного тока для собственных нужд ВГТ-275/120А мощностью 12 кВт, напряжением 110 в и кислотная аккумуляторная батарея 3СТ-135 с 48-ю элементами напряжением 96 В. Для получения сжатого воздуха давлением 9 кГ/см2 применен дизель-компрессор ДУ-3/9; кроме того, имеется компрессор высокого давления (60 кГ/см2), приводимый электродвигателем.
Тепловоз имеет запас топлива 7100 л, масла для дизелей 2х550 л, масла для гидропередачи 2х440 л, воды для охлаждения дизелей 2х1100 л и песка 800 кг. Служебный вес тепловоза 129,5 т, а по проекту должен быть 126 ±3 %.
Конструктивная скорость тепловоза — 140 км/ч. При длительном режиме тепловоз может развить силу тяги 30000 кГ и скорость 21,5 км/ч. Расчетный коэффициент полезного действия тепловоза достигает значений 24—25 %.